# Adam Astill
Adam Astill (* in Großbritannien) ist ein britischer Schauspieler.

## Leben
Astill besuchte die Manchester University. Erste kleine Rollen, oft nur mit ein oder zwei Sätzen Dialog, spielte er seit Ende der 1990er/Anfang der 2000er Jahre. Seither war er hauptsächlich für das britische Fernsehen tätig; er wirkte in mehreren Fernsehserien mit.
2005/2006 hatte er eine Episodenrolle in der britischen Fernsehserie Eastenders. 2008 übernahm er die Rolle des Nigel Greenway in der britischen Arztserie Casualty. Es folgten weitere Serienrollen in Harley Street (2008) und in der Soap-Opera Doctors (2008); in Doctors verkörperte er Dave Woodhouse, den Verlobten der praktischen Ärztin Dr. Lily Hassan. In der britischen Fernsehserie Mistresses – Aus Lust und Leidenschaft spielte er von 2008 bis 2010 in allen drei Staffeln die Rolle von Simon Bennett; er verkörperte den Inhaber der Agentur Autograph Events und Chef der Serienfigur Jessica Fraser, die ein Verhältnis mit ihm hat.
Im August 2010 sprach Astill für die Rolle des Orthopäden und Chirurgen (Consultant orthopaedic surgeon) Dan Hamilton in der britischen Krankenhausserie Holby City vor. Nach einem weiteren Termin mit dem Produktionsteam erhielt er im Oktober 2010 die Rolle; die Dreharbeiten begann im November 2010. In der Rolle des Dan Hamilton war Astill von Februar 2011 bis Juli 2012 zu sehen. Seine Serienfigur Dan Hamilton war zunächst als charmanter, charismatischer und selbstsicherer Frauenliebling (Ladies’ Man) angelegt; sein Beruf und Rugby gehören zu seinen Leidenschaften. Astills Rolle wurde im Verlauf der Serie mit den Komponenten Bisexualität und Homosexualität weiterentwickelt. In Staffel 13, Episode 22 (Damage control) kam es zu einer heftigen, auch körperlichen Auseinandersetzung mit seinem beruflichen Rivalen, dem schwarzen Assistenzarzt Antoine Malick, in deren Verlauf Dan seinen Konkurrenten leidenschaftlich auf den Mund küsst. Es gab daraufhin Zuschauerproteste, die eine Kuss-Szene mit zwei männlichen Hauptdarstellern als „unangemessen“ kritisierten; die BBC verteidigte jedoch die BBC die Darstellung als Präsentation des Real Life mit allen seinen Facetten. Im Mai 2012 erklärte Astill seinen Ausstieg aus der Serie. Die BBC würdigte Astill als „brillanten Schauspieler“, der während der Zeit seines Mitwirkens wesentlich zum Erfolg der Serie beigetragen habe. In der Wiederbegegnung mit dem Seriencharakter Simon Marshall, der als Krankenpfleger neu engagiert wird, wird Dan Hamiltons uneingestandene Homosexualität und sein nichtvollzogenes Coming-out thematisiert. Astill sprach in einem Interview von einem „Kampf seines Alter Ego mit seiner Sexualität“.
Weitere Episodenrollen hatte er in den britischen Fernsehserien Crime Stories (2012; als Call-Center-Mitarbeiter und Arbeitskollege Andy Collins), Father Brown – Immer einen Tick voraus (2013; als Reverend Wilfred Bohun) und in der Sitcom Toast of London (als Polizei-Constabler Thomas Ledger).
Astill wirkte auch in zwei deutschen Produktionen mit. 2011 spielte er in dem ZDF-Fernsehfilm Herzensfragen aus der Rosamunde-Pilcher-Reihe neben Karin Dor die Rolle von William, den Neffen und Erpresser von Lady Claire Sherberton. Im März 2014 war Astill erneut im ZDF zu sehen, diesmal in dem Rosamunde Pilcher-Fernsehfilm Evitas Rache an der Seite von Thomas Limpinsel; er verkörperte den Landschaftsgärtner Freddie, den Lebensgefährten des Rechtsanwalts Winston. Astill und Limpinsel waren das erste schwule Paar in einem Rosamunde Pilcher-Film.
Astill lebt (Stand: 2013) in Hitchin in der Grafschaft Hertfordshire; dort ist er Schirmherr der Lesnick School of Ballet. In Hitchin hatte er auch Theaterengagements am dortigen Market Theatre. 2004 wirkte er dort als Lord Mayor of London Richard Whittington (circa 1354–1423) in der Produktion Puss and Dick, einer Bühnenfassung des britischen Märchen Dick Whittington and His Cat für Erwachsene, mit. 2005 trat er dort in einer Fassung des Märchens Schneewittchen und die sieben Zwerge in einer Drei-Personen-Fassung für Erwachsene auf.

## Filmografie (Auswahl)
- 1999: Julie and the Cadillacs (Kinofilm)
- 1999, 2010: The Bill (Fernsehserie, 2 Folgen)
- 2001: Gerichtsmediziner Dr. Leo Dalton (Silent Witness, Fernsehserie, 2 Folgen)
- 2002: Believe Nothing (Fernsehserie)
- 2002: My Family (Sitcom)
- 2003: The Last Detective (Fernsehserie)
- 2003: Hollyoaks (Fernsehserie)
- 2005–2006: Eastenders (Fernsehserie)
- 2006: Hotel Babylon (Fernsehserie, 1 Folge)
- 2008: Casualty (Fernsehserie, 1 Folge)
- 2008: Harley Street (Fernsehserie)
- 2008; 2013: Doctors (Soap)
- 2008–2010: Mistresses – Aus Lust und Leidenschaft (Mistresses) (Fernsehserie)
- 2009: Holy Water (Kinofilm)
- 2009: Monday Monday (Fernsehserie)
- 2010: Abroad – Liebe in London (Abroad) (Fernsehfilm)
- 2011: Rosamunde Pilcher – Herzensfragen (Fernsehfilm; ZDF)
- 2011–2012: Holby City (Fernsehserie)
- 2012: Crime Stories (Fernsehserie)
- 2013: Father Brown (Father Brown) (Fernsehserie; Folge: Der Hammer Gottes)
- 2013: Law & Order: UK (Fernsehserie, 1 Folge)
- 2013: Toast of London (Sitcom)
- 2014: Birds of a Feather (Fernsehserie)
- 2014: Rosamunde Pilcher – Evitas Rache (Fernsehfilm; ZDF)
- 2014: Our Girl – Eine Frau an der Front (Fernsehserie)
- 2014: New Tricks – Die Krimispezialisten (New Tricks, Fernsehserie, 1 Folge)
- 2017: Ransom (Fernsehserie, 1 Folge)
- 2019: Treadstone (Fernsehserie, 2 Folgen)
- 2020: Grantchester (Fernsehserie, 1 Folge)